# Karim Saddam
Karim Saddam Minshid (26 maggio 1960) è un ex calciatore iracheno, di ruolo difensore.

## Carriera
Con la Nazionale irachena ha partecipato ai Mondiali 1986 disputando 2 partite.